# 男子ボクサー一覧

男子ボクサー一覧（だんしボクサーいちらん）は、プロおよびアマチュアの男子ボクサーの一覧。外国人ボクサーも含める。女子は女子ボクサー一覧を参照のこと。
ウィキペディア日本語版に存在する記事を五十音順に列記する。

## あ行
- アレックス・アーサー
- ジョーイ・アーチボルト
- ヘンリー・アームストロング
- カビブ・アーラフベルディエフ
- 相澤国之
- 藍田貴義
- 粟生隆寛
- 青木勝利
- 赤井英和
- 赤城武幸
- 赤坂義昭
- 赤穂亮
- 赤間二郎
- 秋山政司
- ホセ・アントニオ・アギーレ
- ヘンリー・アキンワンデ
- アクセル住吉
- ジョゼフ・アグベコ
- 浅井勇登
- 浅尾和信
- 浅尾雄太
- 淺川誠二
- ジェルウィン・アシロ
- モハメド・アズーイ
- ブライム・アスロウム
- トマシュ・アダメク
- エイブ・アッテル
- ダビッド・アバネシヤン
- オラ・アフォラビ
- アルツール・アブラハム
- リカルド・アブリル
- 阿部麗也
- フレッド・アポストリ
- アポロ嘉男
- 天笠尚
- キンジ天野
- 荒川仁人
- 荒木慶大
- 荒木哲
- 荒本一成
- ノエル・アランブレット
- モハメド・アリ
- ジョージ・アリアス
- カズ有沢
- コウジ有沢
- 有永政幸
- ブルーノ・アルカリ
- クリス・アルギエリ
- ホセ・アルグメド
- アレクシス・アルゲリョ
- ヨアキム・アルシン
- フィラット・アルスラン
- ホルヘ・アルセ
- オスカー・アルバラード
- サウル・アルバレス
- リゴベルト・アルバレス
- ロセンド・アルバレス
- ホセ・アルファロ
- レネ・アルレドンド
- マックウィリアムズ・アローヨ
- マックジョー・アローヨ
- アルフレド・アングロ
- 安西蓮
- ジャレッド・アンダーソン
- グレート安藤（安藤忠雄）
- デメトリアス・アンドラーデ
- デニス・アンドリュース
- 李アンサノ
- 李烈雨
- エディー・イーガン
- 飯田覚士
- 家住勝彦
- 井岡一翔
- 井岡一法
- 井岡弘樹
- 五十嵐俊幸
- オスレイス・イグレシアス
- 池田光正
- 池原信遂
- 池間亮弥
- 伊佐春輔
- 石井一太郎
- 石井幸喜
- 石井渡士也
- 石井広三
- 石井武志
- 石垣仁
- 石川春樹
- 石澤開
- 石田匠
- 石田順裕
- フラッシャー石橋
- 石原英康
- ガッツ石松
- 石本康隆
- 飯泉健二
- 和泉修
- 磯谷大心
- 磯村敏郎
- 出田裕一
- 伊藤勇
- 伊藤俊介
- 伊藤辰史
- 伊藤八郎
- 伊藤雅雪
- 稲田千賢
- 井上真吾
- 井上拓真
- 井上尚弥
- 井上浩樹
- 井上庸
- 井上夕雅
- スルタン・イブラギモフ
- 今永虎雅
- 伊礼喜洋
- 岩佐亮佑
- 岩田翔吉
- 岩渕真也
- 岩本星弥
- ジュリアス・インドンゴ
- マリウシュ・ヴァフ
- マイク・ウィーバー
- ティム・ウィザスプーン
- ルイス・ペレス・ヴィセンテ
- ジュニア・ウィッター
- パーネル・ウィテカー
- ジェス・ウィラード
- アーサー・ウィリアムス
- ダニー・ウィリアムズ
- ポール・ウィリアムス
- ダバリル・ウィリアムソン
- ジャッキー・ウィルソン
- ジョニー・ウィルソン
- ハワード・ウィンストン
- クシシュトフ・ヴウォダルチク
- ニコラス・ウォータース
- デール・ウェスターマン
- 上田龍
- 上林巨人
- フリッパー上原
- 上原康恒
- チャック・ウェプナー
- 植村竜郎
- 上山知暁
- ヨーッモンコン・ウォー・センテープ
- アンドレ・ウォード
- ミッキー・ウォード
- マンフレート・ヴォルケ
- ジャーシー・ジョー・ウォルコット
- バルバドス・ジョー・ウォルコット
- ポンサクレック・ウォンジョンカム
- 羽後武夫
- 牛島龍吾
- ホセ・ウスカテギ
- 臼田金太郎
- アレクサンダー・ウスティノフ
- 内山高志
- 内山昇
- 宇津木秀
- 宇野正高
- クリントン・ウッズ
- ノルディーヌ・ウバーリ
- 梅津宏治
- ファン・ウランゴ
- ウルフ時光
- バージル・エイキンス
- 江口啓二
- 江口慎吾
- 江刺勝雄
- オスカル・エスカンドン
- エフレン・エスキビアス
- アンヘル・エスパダ
- グティ・エスパダス
- グティ・エスパダス・ジュニア
- 江藤光喜
- 江藤義昭
- 榎洋之
- 戎岡淳一
- 海老原博幸
- 恵良敏彦
- カーロス・エリオット
- ジミー・エリス
- ショージャホン・エルガシェフ
- ゾルト・エルデイ
- アドリアン・エルナンデス
- アレハンドロ・エルナンデス
- フアン・エルナンデス
- ヘナロ・エルナンデス
- ヨアン・パブロ・エルナンデス
- フラッシュ・エロルデ
- クリスチャン・エンビリ
- 大内淳雅
- 大川寛
- 大木彪楽
- 大久保雅史
- 大里拳
- 大迫亮
- 大沢昇
- 大沢宏晋
- 大嶋記胤
- 大嶋宏成
- チャーリー太田
- 大平剛
- 大竹重幸
- 大竹秀典
- 大中元気
- 大貫照雄
- 大場浩平
- 大場政夫
- 大橋克行
- 大橋健典
- 大橋哲朗
- 大橋秀行
- 大橋弘政
- 大東旭
- 大保龍斗
- 大曲輝斎
- 大森将平
- 大和田正春
- 岡田晃一
- 岡田誠一
- 岡田博喜
- タートル岡部
- タッド岡本
- 岡本不二
- 尾川堅一
- 荻野貞行
- 小口幸太
- 小國以載
- 大熊正二
- 奥本貴之
- 尾崎恵一
- 尾崎富士雄
- 尾崎優日
- 小笹公也
- 小田翔夢
- 織田淳太郎
- スベン・オットケ
- マイク・オドウド
- 翁長吾央
- 鬼ヶ島竜
- 鬼塚勝也
- 小野淳一
- 小野心
- 小野寺洋介山
- 小畑武尊
- 小原佳太
- ケン・オバーリン
- フィラデルフィア・ジャック・オブライエン
- エリシャ・オベド
- アンソニー・オラスクアガ
- ルーベン・オリバレス
- ミゲル・デ・オリベイラ
- ジョーイ・オリボ
- カール・ボボ・オルソン
- ルイス・オルティス
- ラファエル・オルテガ
- ヨベル・オルテガ

## か行
- アミール・カーン
- パノムルンレック・ガイヤーンハーダオジム
- デンカオセーン・カオウィチット
- 角谷淳志
- 葛西裕一
- バトルホーク風間
- ホエール・カサマヨール
- ウーゴ・カサレス
- アンチェイン梶
- ムラト・ガシエフ
- ムスリム・ガジマゴメドフ
- スタニスラフ・カシュタノフ
- 加島雷三
- 柏葉守人
- 梶原龍児
- ロリ・ガスカ
- ホセ・ルイス・カスティージョ
- チューチョ・カスティーヨ
- フレディー・カスティーリョ
- マーティン・カスティーリョ
- ハビエル・カスティリェホ
- ミゲル・アンヘル・カステリーニ
- ホルヘ・カストロ
- ジョージ・カーター
- 片岡鶴太郎
- 片岡昇
- アルツロ・ガッティ
- ウォーズ・カツマタ
- ジョビー・カツマタ
- 桂歌蔵
- マイケル・カティディス
- 加藤収二
- 加藤壮次郎
- 加藤善孝
- 門田新一
- 金沢和良
- ゼウス金谷（ZEUS）
- グレート金山
- オルランド・カニザレス
- スティーブ・カニンガム
- 金子繁治
- 金子大樹
- 金平正紀
- マック金平
- 金光佑治
- 加納陸
- セレスティーノ・カバジェロ
- ランディ・カバジェロ
- ルイス・キッド・カプラン
- ヘクター・カマチョ
- 上山仁
- 亀岡勝雄
- 亀海喜寛
- レオ・ガメス
- 亀田昭雄
- 亀田京之介
- 亀田興毅
- 亀田大毅
- 亀田和毅
- 加山利治
- 嘉陽宗嗣
- ラティーフ・カヨデ
- ウーゴ・ガライ
- ヴァージル・カラコダ
- ジャッキー・カルーラ
- ジョー・カルザゲ
- セフェリノ・ガルシア
- ダニー・ガルシア
- ヘナロ・ガルシア
- ミゲル・アンヘル・ガルシア
- ラウル・ガルシア
- イヴァン・カルデロン
- プリモ・カルネラ
- クルス・カルバハル
- マイケル・カルバハル
- アユブ・カルレ
- マリアノ・カレラ
- ユーリ・カレンガ
- トニー・ガレント
- 河合丈矢
- 川上雅史
- 川口勝太
- 川崎真琴
- 川嶋勝重
- 川島郭志
- 河田一郎
- 川田藤吉
- 川内将嗣
- 川原奈穂樹
- 川端賢樹
- 川満俊輝
- 川村貢治
- 神崎靖浩
- トニー・カンゾネリ
- セサール・カンチラ
- ミゲル・カント
- ジョマ・ガンボア
- ユリオルキス・ガンボア
- 菊井徹平
- 菊地万蔵
- 岸田聖羅
- 北澤鈴春
- 北野武郎
- 北野隼
- 北村雅英（トミーズ）
- ディキシー・キッド
- ムアンチャイ・キティカセム
- 金基洙
- 金得九
- 金煥珍
- 金奉準
- 木村久
- 木村七郎
- 木村章司
- 木村天汰郎
- 木村鋭景
- 木村登勇
- 木村隼人
- 木村悠
- 木村吉光
- 木村蓮太朗
- ナパーポン・キャッティサクチョーチャイ
- スタンプ・キャットニワット
- カオコー・ギャラクシー
- カオサイ・ギャラクシー
- ジェームス・キャラハン
- ブルース・キャリントン
- ネート・キャンベル
- 喜友名朝博
- 京口紘人
- 清瀬天太
- 清田祐三
- ディミトリー・キリロフ
- ジョニー・キルベーン
- ミック・キング
- ポーン・キングピッチ
- 金城真吉
- カルロス・キンタナ
- カルロス・クアドラス
- スコット・クィッグ
- ピーター・クイリン
- クシシュトフ・グウォヴァツキ
- ヘスス・クエジャル
- アイク・クォーティ
- 久我勇作
- 日下部竜也
- 串木野純也
- 具志堅用高
- 串田昇
- ファン・ホセ・グスマン
- ホアン・グズマン
- ウンベルト・グティエレス
- 工藤政志
- クドゥラ金子
- 國重隆
- 國見泰央
- 国本陸
- オレクサンドル・グウォジク
- 久保賢司
- 久保隼
- 窪倉和嘉
- 久保田和樹
- 大之伸くま
- 熊谷二郎
- フランク・クラウス
- ロッキー・グラジアノ
- マルコム・クラッセン
- ソーンピチャイ・クラティンデーンジム
- ノップ・クラティンデーンジム
- プーンサワット・クラティンデーンジム
- エフゲニー・グラドビッチ
- ダニー・グリーン
- フリオ・セサール・グリーン
- ユージン・クリキ
- クリス・ジョン
- ウラジミール・クリチコ
- ビタリ・クリチコ
- 栗原慶太
- ヤング・グリフォ
- デビッド・グリマン
- ジャック・クルカイ
- クリストバル・クルス
- クレイジー・キム
- ソリー・クレガー
- アルツール・グレゴリアン
- ハリー・グレブ
- 黒岩守
- 黒木健孝
- 黒田雅之
- ジョシュア・クロッティ
- テレンス・クロフォード
- 桑田勇
- 桑原拓
- ミッケル・ケスラー
- スタンリー・ケッチェル
- ペドロ・ゲバラ
- ロバート・ゲレーロ
- 拳四朗
- パヴェウ・コウォジェイ
- 河野公平
- サマートレック・ゴーキャットジム
- テーパリット・ゴーキャットジム
- ターサク・ゴーキャットジム
- パイパロープ・ゴーキャットジム
- ペッ・ゴーキャットジム
- ペッバーンボーン・ゴーキャットジム
- クリフ・コーザー
- ゲリー・コーツィー
- ジェームス・J・コーベット
- ヤング・コーベット2世
- ヤング・コーベット3世
- ジョシュ・ゴームレイ
- ウーゴ・コーロ
- 興梠貴之
- 古賀俊憲
- 粉川拓也
- 古口哲
- 小口雅之
- 小熊坂諭
- フレディ・コクラン
- 小坂照男
- 小島英次
- 越本隆志
- 五代登
- ミゲール・コット
- デビッド・コティ
- アンドレアス・コテルニク
- 後藤秀夫
- ナナ・コナドゥ
- 小西伶弥
- イシュトヴァン・コバチ
- 小林豪己
- 小林光二
- 小林秀一
- セレス小林
- 小林タカヤス
- 小林信夫
- 小林弘
- ロイヤル小林
- 小堀佑介
- 小松則幸
- セルゲイ・コミットスキー
- アントニオ・ゴメス
- ウイルフレド・ゴメス
- ファン・カルロス・ゴメス
- マイケル・ゴメス
- 雄二・ゴメス
- オスカー・コラーゾ
- ジェスレル・コラレス
- ディエゴ・コラレス
- ファン・ドミンゴ・コルドバ
- リカルド・コルドバ
- マット・コロボフ
- ウンベルト・ゴンザレス
- ジョニー・ゴンザレス
- フリオ・セサール・ゴンザレス
- ホルヘ・ルイス・ゴンサレス
- ミゲル・アンヘル・ゴンザレス
- ローマン・ゴンザレス
- ロドルフォ・ゴンザレス
- ルイス・コンセプシオン
- フローレンテ・コンデス
- 近藤明広
- 近藤巌
- 今野裕介

## さ行
- チャッチャイ・サーサクン
- マーティ・サーボ
- キース・サーマン
- 西城正三
- 齊田竜也
- 斉藤一平（現在 俳優）
- コング斉藤
- 斎藤清作（たこ八郎）
- 斉藤司
- 齊藤裕太
- 齋藤麗王
- 五月女利晴
- 酒井孝之
- 坂井涼
- 坂晃典
- 坂田健史
- 坂本博之
- 坂本真宏
- 阪下優友
- 坂間叶夢
- 佐川遼
- ザナト・ザキヤノフ
- ジョニー・サクストン
- 桜井孝雄
- 佐々木左之介
- 佐々木尽
- 佐々木忠広
- 佐々木基樹
- 佐々木る玖
- 笹崎僙
- 佐竹政一
- イーグル佐藤
- 佐藤修
- 佐藤幸治
- 佐藤仁徳
- 佐藤洋太
- 佐藤利一
- サンディ・サドラー
- 佐野篤希
- メルリト・サビーリョ
- フェリックス・サボン
- アルフォンソ・サモラ
- ザンダー・ザヤス
- ダニエル・サラゴサ
- カルロス・サラテ
- エルビト・サラバリア
- オルランド・サリド
- ジョン・L・サリバン
- デイブ・サリバン
- マイク・サリバン
- フアン・カルロス・サルガド
- サルトビ小山
- ペティ・サロン
- 澤田京介
- コーリー・サンダース
- ルイス・サンタナ
- クレメンテ・サンチェス
- サルバドル・サンチェス
- デビッド・サンチェス
- フランク・サンチェス
- レブ・サンティリャン
- ダニエル・サントス
- カルロス・ザンブラーノ
- 三瓶数馬
- 椎名勇夫
- 椎野大輝
- ノックアウト・CPフレッシュマート
- ジェイアール・ラクィネル
- ダニエル・ジェイコブス
- フランキー・ジェナロ
- ベン・ジェビイ
- ハリー・ジェフラ
- ハムザ・シェラーズ
- 塩濱崇
- 重岡銀次朗
- 重岡優大
- ヨックタイ・シスオー
- オーレイドン・シスサマーチャイ
- クワンタイ・シッモーセン
- ハヌマーン・シッルアンポープン
- タノムサク・シスボーベー
- ウラジミール・シドレンコ
- 柴田明雄
- 柴田国明
- 柴田英嗣
- 芝力人
- アート・ジマーソン
- 嶋田雄大
- 島田紳助
- 清水聡
- 清水智信
- 清水秀人
- 清水優人
- トラヴィス・シムズ
- 下田昭文
- 下町俊貴
- フセイン・シャー
- ジャック・シャーキー
- 城アキラ（ジョー山中）
- ジョーイ・ジャーデロ
- ジュリアン・ジャクソン
- バドゥ・ジャック
- ディエリー・ジャン
- ザブ・ジュダー
- フェリックス・シュトルム
- マックス・シュメリング
- アクセル・シュルツ
- ジュンリエル・ラモナル
- イーグル・デーン・ジュンラパン
- ジョー・ノイナイ
- ギレルモ・ジョーンズ
- アンソニー・ジョシュア
- ロイ・ジョーンズ・ジュニア
- ポール・ジョーンズ
- ドン・ジョーダン
- ウィリアム・ジョッピー
- エデル・ジョフレ
- クリス・ジョン
- ソムジット・ジョンジョーホー
- グレンコフ・ジョンソン
- ジャック・ジョンソン
- レバンダー・ジョンソン
- 白井義男
- 白石聖
- 白石豊土
- ピンキー・シルバーバーグ
- ヘスス・シルベストレ
- ワシリー・ジロフ
- ジロリアン陸
- 新垣諭
- ビジェンデル・シン
- ラクバ・シン
- セルゲイ・ジンジラク
- メッグン・シンスラット
- ソムサック・シンチャチャワン
- 進藤靖弘
- カーミット・シントロン
- シリモンコン・シンワンチャー
- ワンディー・シンワンチャー
- 鄒市明
- ビリー・スーズ
- 末吉大
- 洲鎌栄一
- 菅原雅兼
- ペティ・スカルツォ
- 真教杉田
- 杉田ダイスケ
- 杉田竜平
- 杉谷満
- 杉本富美和
- 須佐勝明
- マット・スケルトン
- スコーピオン金太郎
- ジョージ・スコット
- ニコラ・スジェクロカ
- スズキ・カバト
- 鈴木悟
- 鈴木哲也
- 鈴木啓正
- 鈴木誠
- 鈴木康弘
- 須田拓弥
- バーメイン・スタイバーン
- フレディ・スティール
- アドニス・ステベンソン
- テオフィロ・ステベンソン
- 須藤信充
- ジョン・H・ストレーシー
- ストロング小林佑樹
- ドメニコ・スパダ
- スピーデー章
- セバスチャン・ズビク
- コーリー・スピンクス
- マイケル・スピンクス
- レオン・スピンクス
- ジェームス・スミス
- ジェフ・スミス
- ソリー・スミス
- ビリー・スミス
- リアム・スミス
- 瀬川設男
- 関光徳
- 関島優作
- 関根幸太朗
- ジョバンニ・セグラ
- 瀬筒陸斗
- 瀬藤幹人
- レイ・セフォー
- リー・セルビー
- ビチェスラフ・センチェンコ
- 芹江匡晋
- トニー・ゼール
- ヒルベルト・セラノ
- マルセル・セルダン
- ブルース・セルドン
- アントニオ・セルバンテス
- ネオマール・セルメニョ
- 千里馬啓徳
- 徐強一
- 副島保彦
- ラタナチャイ・ソーウォラピン
- ラタナポン・ソーウォラピン
- エドガル・ソーサ
- ジェイソン・ソーサ
- サマン・ソーチャトロン
- スリヤン・ソー・ルンヴィサイ
- シーサケット・ソー・ルンヴィサイ
- ウーゴ・ソト
- ウンベルト・ソト
- オマール・ソト
- セサール・ソト
- ウリセス・ソリス
- ホルヘ・ソリス
- リボリオ・ソリス
- サム・ソリマン
- 龍反町
- ソルデティグレ・ヨースケ

## た行
- レス・ダーシー
- アントニオ・ターバー
- スティーピ・ダービシュ
- ランディ・ターピン
- 大雅アキラ
- マイク・タイソン
- ビタリ・タイベルト
- ダオ・グエン・アイン・トゥアン
- 太尊康輝
- 高木裕史
- 高田勇仁
- 岳たかはし
- 高橋一男
- 高橋勝郎
- 高橋ナオト
- 高橋美徳
- 高橋悠斗
- 高橋良輔
- 高橋竜平
- 高見公明
- 高山一夫
- 高山勝成
- 高山勝義
- 高山樹延
- 高山涼深
- 高山将孝
- 滝澤卓
- 田口良一
- ジェームス・ダグラス
- 武居由樹
- 竹内佑典
- 竹迫司登
- 竹地盛治
- 竹中関汰
- 竹原慎二
- 竹原真敬
- 武本在樹
- 竹本雄利
- 竹村光一
- 但馬ミツロ
- 田島吉秋
- 橘ジョージ
- トニー・タッカー
- エックハルト・ダッゲ
- トニー・タッブス
- 辰巳八郎
- 辰吉丈一郎
- ペドロ・タドゥラン
- 田中光吉
- 田中恒成
- 田中聖二
- 田中禎之助
- 田中敏朗
- 田中裕士
- 田中栄民
- 田辺清
- ジーン・タニー
- ロバート・ダニエルズ
- 谷口彪賀
- 谷口将隆
- 田端信之
- ジョニー・タピア
- ラモン・タピア
- ビッキー・タフミル
- レパード玉熊
- 玉越強平
- 田村栄敏
- 田村亮一
- 溜田剛士
- ビック・ダルチニアン
- 垂水稔朗
- バーナード・ダン
- リト・ダンテ
- ビンス・ダンディー
- 池仁珍
- 崔漸煥
- 崔鉄洙
- 崔熙墉
- 崔堯森
- 崔龍洙
- チャチャイ・チオノイ
- ジョージ・チップ
- イザード・チャールズ
- ルスラン・チャガエフ
- フリオ・セサール・チャベス
- フリオ・セサール・チャベス・ジュニア
- ヘスス・チャベス
- 張正九
- コンスタンチン・チュー
- ディミトリー・チュディノフ
- ヒョードル・チュディノフ
- ジョムトーン・チュワタナ
- ダオルン・チュワタナ
- 張飛
- ピチット・チョーシリワット
- アイザック・チレンバ
- 塚本秀彦
- 津川龍也
- 辻昌建
- 辻永遠
- 辻本和正
- 辻本章次
- 土屋修平
- 土屋ジョー
- 土山直純
- 堤駿斗
- 堤聖也
- 坪井智也
- マルコム・ツニャカオ
- 露崎弥太郎（露崎元弥）
- アドリアン・ディアコヌ
- エドウィン・ディアス
- ガマリエル・ディアス
- デビッド・ディアス
- ファン・ディアス
- フリオ・ディアス
- マーカス・デイヴィス
- クリストフ・ティオゾ
- ジョージ・ディクソン
- エフゲニー・ティシェンコ
- クインシー・テイラー
- ジャーメイン・テイラー
- アンソニー・ディレル
- アンドレ・ディレル
- 帝里木下
- ジョン・テート
- ガーボンタ・デービス
- 勅使河原弘晶
- デスティノ・ジャパン
- ゾラニ・テテ
- セムジュ・デビッド
- アントニオ・デマルコ
- トニー・デマルコ
- ラルフ・デュパス
- ホセ・デュラン
- ロベルト・デュラン
- 寺尾新
- 寺地永
- フィル・テラノバ
- オスカー・デ・ラ・ホーヤ
- ヨエニス・テレス
- アーニー・テレル
- ジャック・デンプシー
- ジャック・デンプシー
- 當別當義幸（鴨居長太郎）
- 友田惠登
- マイケル・ドークス
- ダニエル・ドーソン
- チャド・ドーソン
- アラクラン・トーレス
- ヘルマン・トーレス
- ホセ・トーレス
- リカルド・トーレス
- 渡嘉敷勝男
- 徳島尚
- ピューマ渡久地
- アイザック・ドグボエ
- 徳山昌守
- 戸高達
- 戸高秀樹
- ジェームズ・トニー
- グレン・ドネア
- ノニト・ドネア
- マイク・ドノバン
- 殿本恭平
- 土橋茂之
- 戸部洋平
- ピンクロン・トーマス
- 冨田大樹
- 冨山浩之介
- ジョニー・トムソン
- 友利正
- 豊嶋亮太
- 豊住徳太郎
- 鳥居健二
- 鳥海純
- ジム・ドリスコル
- フェリックス・トリニダード
- グリゴリー・ドロスト
- セルヒオ・トンプソン
- ヤング・ジャック・トンプソン

## な行
- ワチュク・ナァツ
- カシアス内藤
- 内藤大助
- 内藤律樹
- 仲宣明
- 永井希仁男
- 中井龍
- 中尾明
- 長尾朋範
- 中川大資
- 中川仁士
- 中川抹茶
- 中川麦茶
- 仲里繁
- 仲里周磨
- 中澤奨
- 中島健
- 長嶋建吾
- 中島成雄
- 中島俊一
- 長島浩
- 中島吉謙
- 中島玲
- 長瀬慎弥
- 永田丈晶
- 永田大士
- 中谷潤人
- 中谷正義
- 長縄正春
- トラッシュ中沼
- 中野千代人
- 中野博
- 中野幹士
- ムサシ中野
- 永野祐樹
- 長濱陸
- 中広大悟
- 永松英吉
- 中村剛
- 仲村正男
- 中村祐斗
- 中森宏
- 名護明彦
- ウィラポン・ナコンルアンプロモーション
- 名城信男
- 名取芳夫
- ホセ・ナバーロ
- モデスト・ナプニ（友伸ナプニ）
- ホセ・ナポレス
- 奈良井翼
- タプティムデーン・ナ・ラチャワッ
- オマール・ナルバエス
- 新井田豊
- オマール・ニーニョ・ロメロ
- パトリック・ニールセン
- ドニー・ニエテス
- 西岡利晃
- 西澤ヨシノリ
- 西島洋介
- 西田光
- 西田凌佑
- 西畑直哉
- 仁多見史隆
- 新田渉世
- KJヌーンズ
- ドゥドゥ・ヌグンブ
- ハッサン・ヌダム・ヌジカム
- ユーリ・ヌズネンコ
- ラブモア・ヌドゥ
- 沼田康司
- 沼田義明
- スパイダー根本
- ルイス・ネリ
- ジョニー・ネルソン
- フレディ・ノーウッド
- ケン・ノートン
- 野上翔
- 野上真司
- 野木丈司
- 野口恭
- ライオン野口
- 野崎雅光
- 能嶋宏弥
- 野中悠樹
- オズワルト・ノボア
- オーリン・ノリス
- テリー・ノリス

## は行
- ジョセフ・パーカー
- ダレン・バーカー
- アイラン・バークレー
- ジェフ・ハーディング
- クリス・バード
- サル・バートロ
- ライアン・バーネット (ボクサー)
- トレバー・バービック
- ロレンソ・パーラ
- トーマス・ハーンズ
- トミー・バーンズ
- マルクス・バイエル
- ソロモン・ハウモノ
- ジムレックス・ハカ
- ホルヘ・バカ
- 芳賀勝男
- サーシャ・バクティン
- マービン・ハグラー
- 橋岡俊平
- 橋詰将義
- 橋本力
- カーメン・バシリオ
- ベニー・バス
- イスラエル・バスケス
- ウィルフレド・バスケス
- ブライアン・バスケス
- フリオ・セサール・バスケス
- ミゲル・バスケス
- ロベルト・バスケス
- マウリシオ・パストラナ
- 長谷川穂積
- フロイド・パターソン
- バタービーン
- 畑山隆則
- 畠山昌人
- 畑中清詞
- 畑中建人
- バタリング・バタリノ
- カルロス・パディージャ
- ビリー・バッカス
- マニー・パッキャオ
- フィデル・バッサ
- ホーガン・バッセイ
- ウィリー・ハッチンソン
- リッキー・ハットン
- アルベルト・バティルガジエフ
- ポール・バトラー
- 花形進
- 花田陽一郎
- 馬場龍成
- 英洸貴
- ケリー・パブリク
- 浜伸二（島木譲二）
- 浜田剛史
- 浜田吉治郎
- ナジーム・ハメド
- 林田龍生
- スピーディ早瀬
- ファン・カルロス・パヤノ
- 原隆二
- ファン・パラシオス
- 牛若丸原田
- ファイティング原田
- 原優奈
- レネ・バリエントス
- ホルヘ・ロドリゴ・バリオス
- ハリケーン照（ハリケーン・テル）
- スコット・ハリソン
- ジェシー・バルガス
- マヌエル・バルガス
- カロリー・バルザイ
- ランセス・バルテレミー
- カルロス・バルドミール
- メート・パルロフ
- ベニー・パレット
- ヨンフレス・パレホ
- フェリックス・バレラ
- ホセ・ルイス・バレラ
- マルコ・アントニオ・バレラ
- エドウィン・バレロ
- ソニー・ボーイ・ハロ
- リアム・パロ
- イスマエル・バローゾ
- カルロス・パロミノ
- 半澤拓也
- 阪東ヒーロー
- オケロ・ピーター
- サミュエル・ピーター
- ラモン・ピーターソン
- サキオ・ビカ
- 比嘉大吾
- 東悟
- 久田哲也
- 久田恭裕
- 久高寛之
- 飛天かずひこ
- 樋高リオ
- ドローレス・ビダル
- タイレル・ビッグス
- リチャードソン・ヒッチンズ
- 平岡アンディ
- 平仲明信
- 平仲信敏
- アーサー・ビラヌエバ
- ベン・ビラフロア
- ヴァージル・ヒル
- ディミトリー・ピログ
- ブライアン・ビロリア
- ジム・ファーンズ
- クリスチャン・ファッシオ
- ムゾンケ・ファナ
- ファイ・ファラモエ
- ロッキー・ファレス
- ジャッキー・フィールズ
- オマール・フィゲロア
- ボブ・フィッシモンズ
- フィデル・ラバルバ
- カルロス・ブイトラゴ
- ヴィンス・フィリップス
- バーノ・フィリップス
- ルディ・フィンク
- ルシアン・ブーテ
- ローラン・ブードゥアニ
- パヤオ・プーンタラット
- ジェフ・フェネック
- レイモンド・フォード
- ジョージ・フォアマン
- オシャキー・フォスター
- ボブ・フォスター
- ハビエル・フォルトゥナ
- バーノン・フォレスト
- 福島学
- 福田健吾
- 福地健治
- 福永宇宙
- 福永亮次
- 福原力也
- シゲ福山
- 冨士井金雪
- 藤猛
- 藤一
- 藤北誠也
- ベンケイ藤倉
- 藤田健児
- 藤田炎村
- 大和藤中
- 藤本京太郎
- 藤原康二
- 藤原俊志
- 富施郁哉
- ギデオン・ブゼレジ
- 淵上誠
- イサック・ブストス
- ヘッキー・ブドラー
- ウェイン・ブライスウェイト
- アーロン・プライヤー
- ジャコーベ・フラゴメーニ
- ティモシー・ブラッドリー
- ジョニー・ブラットン
- ジェームス・J・ブラドック
- エミール・プラドネル
- ヴァレリー・ブラドフ
- テリー・フラナガン
- オスマール・ブラボ
- タイガー・フラワーズ
- アルフォンソ・ブランコ
- シルビオ・ブランコ
- カール・フランプトン
- フランシスコ・キロス
- シャノン・ブリッグス
- ネイサン・ブリッグス
- ポール・ブリッグス
- ジャック・ブリットン
- ユルゲン・ブリーマー
- トミー・フリーマン
- フランク・ブルーノ
- 古川克樹
- ファン・カルロス・ブルゴス
- ケル・ブルック
- トラヴィス・フルトン
- 古橋岳也
- ジーン・フルマー
- ライオン古山
- アセリノ・フレイタス
- ジョー・フレージャー
- ジャロッド・フレッチャー
- クブラト・プレフ
- ルー・ブロイラード
- カール・フローチ
- モイセス・フローレス
- ペドロ・フローレス
- レジス・プログレイス
- デビッド・ヘイ
- ミッキー・ベイ
- グレグ・ペイジ
- ビクトー・ベウフォート
- ビンセント・フェイゲンブッツ
- 白仁鉄
- ジョゼフ・ベサラ
- ランディ・ペタルコリン
- 別府優樹
- シンピウィ・ベトイェカ
- ホセ・ペドラザ
- トスカ・ペトリディス
- エウセビオ・ペドロサ
- ピーター・ペトロフ
- デビッド・ベナビデス
- ホセ・ベナビデス
- ウィルフレド・ベニテス
- ジェリー・ペニャロサ
- ドディ・ボーイ・ペニャロサ
- マンスエト・ベラスコ
- マルコ・アントニオ・ペリバン
- オニール・ベル
- アンドレ・ベルト
- マイク・ベルナルド
- マウリシオ・ヘレーラ
- ダーリー・ペレス
- パスカル・ペレス
- マイケル・ペレス
- ヨニー・ペレス
- ルイス・アルベルト・ペレス
- アルバート・ベレンジャー
- マイク・ベローイズ
- ニノ・ベンベヌチ
- リディック・ボウ
- プラムウォンサック・ポーサワン
- ソンクラーム・ポーパオイン
- チャナ・ポーパオイン
- モーリス・ホープ
- クマントーン・ポープルムカモン
- キース・ホームズ
- ラリー・ホームズ
- スチュアート・ホール
- トミー・ポール
- 星島一太
- ステパン・ボジッチ
- 星野敬太郎
- アル・ホスタック
- 細川バレンタイン
- 穂積秀一
- 保住直孝
- 細川貴之
- 細野悟
- 細野雄一
- フランソワ・ボタ
- カルメロ・ボッシ
- オスカー・ボナベナ
- ホセ・ボニージャ
- バーナード・ホプキンス
- 堀池空希
- 堀川謙一
- ピストン堀口
- 堀口宏
- イベンダー・ホリフィールド
- ニキー・ホルツケン
- ケンドール・ホルト
- ダニエル・ポンセ・デ・レオン
- 本多航大
- 本田秀伸
- 本望信人

## ま行
- 馬雨男
- バネス・マーティロスヤン
- レイ・マーサー
- チャールズ・マーティン
- テリー・マーティン
- フランク・マーティン
- 前田稔輝
- 前田宏行
- エンゾ・マカリネリ
- ジェス・マーカ
- ベン・マカロック
- 牧昭男
- ジミー・マクラーニン
- ウィリアム・マシューズ
- デリー・マシューズ
- サンドロ・マジンギ
- オレグ・マスカエフ
- 増田陸
- 益田健太郎
- 升田貴久
- 増田信晃
- 町田和久
- フェリックス・マチャド
- プロスパー松浦
- ダイナマイト松尾
- 松岡新
- 松岡輝
- ウェイン・マッカラー
- マイク・マッカラム
- エディ・マッグーティ
- 松倉義明
- マシュー・マックリン
- デューク・マッケンジー
- アル・マッコイ
- キッド・マッコイ
- オリバー・マッコール
- 松崎博保
- ロリー松下
- 松島勝之
- 松島二郎
- 松田利彦
- 松田直樹
- ロッキー・マッチョーリ
- 松永宏信
- 松橋拓二
- 松村謙二
- 松本海聖
- 松本圭佑
- 松本章宏
- 松本好二
- 松本晋太郎
- 松本博志
- 松本芳明
- 松本芳道
- 松本流星
- 松本亮
- 松山照雄
- 松浪健太
- ルペ・マデラ
- 真部豊
- ショーン・マニオン
- ロデル・マヨール
- リカルド・マヨルガ
- ポール・マリナッジ
- ダド・マリノ
- ヴィシー・マリンガ
- 丸亀光
- アントニオ・マルガリート
- エルナン・マルケス
- ファン・マヌエル・マルケス
- ラファエル・マルケス
- ロッキー・マルシアノ
- エルネスト・マルセル
- 丸田陽七太
- キコ・マルチネス
- セルヒオ・マルチネス
- ローマン・マルチネス
- シモーネ・マルドロット
- 丸元大成
- ジャッカル丸山
- マーティン・マレー
- アブネル・マレス
- 三浦数馬
- クラッシャー三浦
- 三浦隆司
- 三浦広光
- 三垣龍次
- 三迫仁志
- 三迫将弘
- 三代大訓
- 三澤照夫
- 水野拓哉
- 水谷直人
- 溝越斗夢
- 三谷将之
- 三谷大和
- 三田村拓也
- ケビン・ミッチェル
- シャンバ・ミッチェル
- 南久雄
- 源大輝
- ワンヒン・ミナヨーティン
- 熟山竜一
- セルゲイ・ミハイロフ
- ダリウス・ミハエルゾウスキー
- 三原正
- クリスチャン・ミハレス
- 宮城竜太
- 宮崎亮
- 宮澤蓮斗
- 宮田博行
- 宮間佐治郎
- フレディ・ミラー
- ネート・ミラー
- フリオ・セサール・ミランダ
- アラン・ミンター
- センサク・ムアンスリン
- 向井寛史
- 六車卓也
- ムサシ中野
- 武藤涼太
- アレクサンデル・ムニョス
- ソレイマヌ・ムバイエ
- 村上勝也
- 村上清信
- 村田碧
- 村田英次郎
- 村田昴
- 村田諒太
- レイモンド・ムラタラ
- 村地翼
- 村中優
- カルロス・ムリーリョ
- 文成吉
- アンソニー・ムンディン
- フロイド・メイウェザー・シニア
- フロイド・メイウェザー・ジュニア
- ロジャー・メイウェザー
- アブドラ・メイソン
- イマム・メイフィールド
- エゴー・メコンチェフ
- ハニー・メロディ
- ハビエル・メンドーサ
- ベビス・メンドサ
- デニー・モイヤー
- テッド・モーガン
- パウルス・モーゼス
- マイケル・モーラー
- シェーン・モズリー
- 本博国
- エリック・モラレス
- カルロス・モリーナ
- 森岡栄治
- 森坂嵐
- トミー・モリソン
- 森田健
- 森脇健児
- スティーブ・モリター
- ジャン＝マルク・モルメク
- アンセルモ・モレノ
- エリック・モレル
- カルロス・モンソン
- フェルナンド・モンティエル

## や行
- 八重樫東
- 八重樫剛
- 矢尾板貞雄
- 薬師寺保栄
- 矢代義光
- 安河内剛
- 保田克也
- 安田幹男
- 矢田良太
- 柳川荒士
- パンサー柳田
- 栁堀隆吾
- ヴィアチェスラフ・ヤノフスキー
- 八尋史朗
- 矢吹正道
- 山川豊
- 山口圭司
- 山口賢一
- 山口真吾
- 山口仁也
- 山口裕司
- 山崎銀次郎
- 山下賢哉
- 山田隆夫
- 大和心
- 大和武士
- 山中慎介
- 山中大輔
- 山中司
- 山中竜也
- 山本愛翔
- 山本義広
- バズソー山辺
- テディ・ヤローズ
- 柳和龍
- 柳明佑
- 熊朝忠
- ユータ松尾
- クリス・ユーバンク
- クリス・ユーバンク・ジュニア
- ユーリ阿久井政悟
- 湯場忠志
- 湯場海樹
- 横田広明
- 横山葵海
- 横山守
- 吉田拳畤
- 吉田幸治
- 吉野修一郎
- 吉野典秀
- 吉野弘幸
- リック吉村
- 吉本武雄
- 米倉健司
- 米澤重隆
- インゲマル・ヨハンソン

## ら行
- マイケル・ラーマ
- トミー・ライアン
- チャーキー・ライト
- ロナルド・ライト
- フランク・ライルズ
- イスマエル・ラグナ
- ラクバ・シン
- ハシーム・ラクマン
- ムハンマド・ラクマン
- セシリオ・ラストラ
- ゲーリー・ラッセル・ジュニア
- ピート・ラッツォ
- ピート・ラデマッハー
- ドノバン・ラドック
- ビクトル・ラバナレス
- ビクトル・ラミレス
- ホセ・カルロス・ラミレス
- アベル・ラモス
- リコ・ラモス
- ジェイク・ラモッタ
- エリスランディ・ララ
- オスカー・ラリオス
- サム・ラングフォード
- ファン・ランダエタ
- ラウル・ランディーニ
- 李冽理
- アンディ・リー
- ペレ・リード
- ハイメ・リオス
- 李健太
- ギレルモ・リゴンドウ
- ゲビン・リース
- エディ・リスコ
- ソニー・リストン
- フレディ・リトル
- ハーマン・リベラ
- ホルヘ・リナレス
- セルゲイ・リャコビッチ
- 柳光和博
- ルイシト・エスピノサ
- ウーゴ・ルイス
- ジョー・ルイス
- ジョン・ルイス
- レノックス・ルイス
- アンドレ・ルーチス
- リック・ルーファス
- スティーブン・ルエバノ
- マルコ・アントニオ・ルビオ
- ジェフ・レイシー
- マウリシオ・レイノソ
- カルロス・デ・レオン
- ホセ・レグラ
- シュガー・レイ・レナード
- ベニー・レナード
- ファン・カルロス・レベコ
- リッチー・レモス
- キリル・レリク
- ミッキー・ローク
- ライオネル・ローズ
- フレディ・ローチ
- ニコリノ・ローチェ
- ダニエル・ローマン
- ヒルベルト・ローマン
- ミゲル・ローマン
- ペドリト・ローレンテ
- フランシスコ・ロサス
- バーニー・ロス
- レオ・ロダック
- ロッキー・リン
- ジャンフランコ・ロッシ
- グラシアノ・ロッシジャーニ
- ラルフ・ロッシジャーニ
- アルベルト・ロッセル
- フランシスコ・ロドリゲス・ジュニア
- エリオ・ロハス
- トマス・ロハス
- ヘスス・ロハス
- ラウル・ロハス
- シュガー・レイ・ロビンソン
- アーニー・ロペス
- エマヌエル・ロペス
- ダニー・ロペス
- ホセ・ロペス
- ファン・マヌエル・ロペス
- リカルド・ロペス
- ルディ・ロペス
- ワシル・ロマチェンコ
- ジョナサン・ロメロ
- レイ・ロリト
- ジュリアン・ロルシー
- ジュリアス・ロング

## わ
- デオンテイ・ワイルダー
- ジミー・ワイルド
- 和宇慶勇二
- 和賀寿和
- 和氣慎吾
- 輪島功一
- 渡部あきのり
- 渡邊海
- 渡邉一久
- 渡辺二郎
- 渡部大介
- 渡邉卓也
- 渡辺雄二
- 渡辺勇次郎
- 渡辺純一
- 和田峯幸生
- アダム・ワット
- ジェームズ・ワーリング
- ニコライ・ワルーエフ
- ロバート・ワンギラ
- マーティン・ンドンゴ＝エバンガ